# Früchte des Zorns (Film)
Früchte des Zorns (Originaltitel: The Grapes of Wrath) ist ein US-amerikanischer Film des Regisseurs John Ford aus dem Jahr 1940 und beruht auf dem gleichnamigen Roman des späteren Nobelpreisträgers John Steinbeck aus dem Jahr 1939, für den er im folgenden Jahr den Pulitzer-Preis erhielt. Der Film wurde am 24. Januar 1940 in New York uraufgeführt.
The Grapes of Wrath wurde für sieben Oscars nominiert und gewann in den Kategorien Beste Regie und Beste Nebendarstellerin. Wie auch das Buch wurde Fords Verfilmung zum Klassiker: Als einer der ersten 25 Filme fand er 1989 Aufnahme in das National Film Registry und wurde bei einer Wahl des American Film Institute 1998 auf Platz 21 der besten amerikanischen Filme aller Zeiten gewählt.

## Handlung
In der Weltwirtschaftskrise in den USA: Tom Joad, der wegen Totschlags vier Jahre im Gefängnis saß und gerade erst auf Bewährung entlassen wurde, kehrt zurück zu seiner Familie, die eine Farm in Oklahoma bewirtschaftet hatte. Das Farmhaus findet er unbewohnt vor. Er trifft auf den ehemaligen Prediger Jim Casy und den Nachbarn Muley, der ihm die Geschichte vieler Farmer in der Zeit seiner Abwesenheit erzählt: Die Dust Bowl sorgte dafür, dass keine profitable Landwirtschaft mehr betrieben werden kann, sodass die Farmerfamilien nach und nach von Großgrundbesitzern von ihrem Land vertrieben wurden. Auch Toms Familie will Oklahoma jetzt endgültig verlassen. Aufgrund von Handzetteln, die gut bezahlte Arbeit für Landarbeiter in Kalifornien versprechen, macht sich die Familie wie hunderttausend andere mit einem altersschwachen Lastwagen auf den Weg nach Westen.
Neben Tom und seinen Eltern reisen die Großeltern, der Onkel, die anderen erwachsenen Söhne Al und Noah, die schwangere Tochter Rose of Sharon (Anspielung auf die biblische Rose von Scharon) mit ihrem jungen Mann Connie, die Kinder Ruthie und Winfield und der Wanderprediger Casy. Die Großeltern verkraften den Verlust der Heimat nicht und sterben bereits auf der beschwerlichen Fahrt. Noah verlässt den Familienverbund, Connie läuft seiner schwangeren Frau davon. Der Vater verliert resignierend seine Führungsrolle immer mehr an die Mutter, die mit aller Kraft und unterstützt von Tom ein Auseinanderbrechen der Familie zu verhindern versucht.
In Kalifornien erwarten die Familie statt der erhofften gutbezahlten Arbeit wirtschaftliche Ausbeutung, Hunger und Anfeindung durch die ansässige Bevölkerung. Sie ziehen von Ort zu Ort, doch überall konkurrieren zu viele um Arbeit, sodass geringe Löhne gezahlt werden. Als schließlich Jim Casy, der sich einer Gruppe von Streikenden angeschlossen hat, von Hilfstruppen der Grundbesitzer als Aufrührer erschlagen wird, begeht Tom im Affekt einen zweiten Totschlag an einem Wachmann. Ein autonom verwaltetes staatliches Migrantenlager verschafft der weiterreisenden Familie Joad noch einmal eine kurze Erholung. Schließlich übernimmt Tom das Gedankengut des Wanderpredigers und verlässt die Familie, auch weil er sie durch seine Tat nicht gefährden will, um sich fortan dem Kampf für die Rechte der Migranten zu widmen. Die Familie zieht weiter auf der Suche nach neuer Arbeit. Der Film endet damit, dass Ma Joad ein Plädoyer für die immer weiter fortwährende Existenz der kleinen Leute hält: „Die Reichen, weißt Du, die kommen und gehen, sie sterben […]. Aber wir sind nicht totzukriegen. […] Uns wird es immer geben, Pa, denn wir sind das Volk.“ (… ’cos we’re the people.)

## Hintergrund
John Steinbecks Roman The Grapes of Wrath war sofort nach seinem Erscheinen zu einem Bestseller geworden, es wurde unter anderem mit dem National Book Award und dem Pulitzer-Preis ausgezeichnet. Innerhalb eines Monats nach der Buchveröffentlichung sicherte sich der Produzent Darryl F. Zanuck von Steinbeck für 75.000 US-Dollar die Filmrechte. Dennoch galt eine Verfilmung in Zeiten des Hays Codes als provokant, da Steinbecks Roman nach Meinung vieler andeutete, dass der Kapitalismus so nicht funktioniere und möglicherweise Sozialismus eine Alternative sein könnte. In einigen Städten wurde das Buch damals aus Bibliotheken entfernt oder sogar öffentlich verbrannt. Um sich gegen mögliche Kritik am Film zu wehren, gab der politisch konservative Zanuck zuvor einigen Angestellten den Auftrag, vor Ort zu überprüfen, ob die Situation der Farmer so schlimm sei wie von Steinbeck geschildert. Die Mitarbeiter bejahten das nach ihrer Untersuchung.
Ford fand den Roman vor allem deshalb interessant, weil er die Themen von Besitzverlust und Überlebenskampf unter einfachen Menschen thematisierte. Ford, der irischer Herkunft war, verglich die Familie mit seinen irischen Vorfahren, die in ihrer Heimat nicht mehr überleben konnten und den Aufbruch in die USA wagten. Die Dreharbeiten fanden nicht (wie sonst oft üblich) ausschließlich im Filmstudio statt, sondern auch vor Ort an der Route 66. Da man Angst hatte, dass die Handelskammern der Bundesstaaten die Romanverfilmung unterbinden wollten, drehte Ford dort unter dem den Inhalt verdeckenden Titel Route 66.
Die Kameraarbeit von Gregg Toland wurde oft als bemerkenswert eingestuft, er setzte bewusst auf viele wenig beleuchtete Szenen, in denen es teilweise nur eine Lichtquelle gab. Diese inhaltlich wie optisch düsteren Szenen gaben dem Film das Aussehen eines „sozialen Film noir“. Ford erinnerte sich 1967 in den Gesprächen mit Peter Bogdanovich an Tolands Arbeit: „Gregg Toland hat da großartige Kamerarbeit [sic] geleistet – absolut nichts, wirklich rein gar nichts zu filmen, nicht eine einzige schöne Sache darin – einfach bloß gute Filmbilder.“
Steinbeck war zunächst besorgt, dass der Film der Botschaft seines Romanes nicht treu bleiben würde. Obwohl das Ende in der Verfilmung im Vergleich zum Buch optimistischer gestaltet ist, war Steinbeck sehr zufrieden und äußerte, der Film habe dadurch einen fast dokumentarischen Stil und einen „harten, ehrlichen Ton“. Da die beschreibende Erzählerstimme des Buches fehlen würde, sei die Wirkung des Filmes noch harscher als in der Vorlage. Ebenfalls lobte Steinbeck Fondas Darstellung, er habe dadurch „an seine eigenen Worte geglaubt“.

## Veröffentlichung und Publikumserfolg
Früchte des Zorns hatte am 24. Januar 1940 in Los Angeles seine Premiere, in die landesweiten US-Kinos kam er schließlich am 15. März desselben Jahres. Bei einem Budget von rund 800.000 US-Dollar konnte er 2,5 Millionen US-Dollar einspielen und war damit ein finanzieller Erfolg. In der BRD wurde der Film erst 1953 erstmals in den Kinos gezeigt, allerdings in geschnittener Form. In kompletter Form war Früchte des Zorns in der BRD erstmals am 2. Mai 1982 im Fernsehen zu sehen.

## Synchronisation
Die zweite deutsche Synchronfassung, die heute bei Fernsehausstrahlungen und Veröffentlichungen gezeigt wird, entstand 1980 bei Beta-Technik in München. Das Dialogbuch verfasste Werner Uschkurat, der auch die Synchronregie übernahm.
| Rolle                             | Schauspieler     | Dt. Synchronstimme (1980) |
| --------------------------------- | ---------------- | ------------------------- |
| Tom Joad                          | Henry Fonda      | Randolf Kronberg          |
| Ma Joad                           | Jane Darwell     | Maria Landrock            |
| Pa Joad                           | Russell Simpson  | Horst Sommer              |
| Jim Casy, Prediger                | John Carradine   | Fred Maire                |
| Grandpa Joad                      | Charley Grapewin | Leo Bardischewski         |
| Grandma Joad                      | Zeffie Tilbury   | Gusti Kreissl             |
| Rosasharn Joad Rivers             | Dorris Bowdon    | Marina Köhler             |
| Al Joad                           | O. Z. Whitehead  | Pierre Franckh            |
| Muley Graves                      | John Qualen      | Fred Klaus                |
| Onkel John Joad                   | Frank Darien     | Alois Maria Giani         |
| Noah Joad                         | Frank Sully      | Willi Röbke               |
| Leiter des staatlichen Lagers     | Grant Mitchell   | Niels Clausnitzer         |
| Mr. Thomas, örtlicher Arbeitgeber | Roger Imhof      | Walter Reichelt           |
| Davis, Traktorfahrer              | John Arledge     | Leon Rainer               |
| LKW-Fahrer (Anfangsszene)         | Irving Bacon     | Jochen Striebeck          |
| Polizist bei Tankstelle           | Ward Bond        | Kurt E. Ludwig            |
| Floyd, flüchtender „Agitator“     | Paul Guilfoyle   | Michael Brennicke         |
| Tim Wallace                       | Frank Faylen     | Klaus Guth                |
| Bert, Koch im Schnellimbiss       | Harry Tyler      | Kunibert Gensichen        |
| Camp-Aufseher                     | Selmer Jackson   | Werner Uschkurat          |

## Kritiken
Lexikon des internationalen Films: „Verfilmung des sozialkritischen Romans von John Steinbeck durch John Ford. Eine scharfe Kritik an Auswüchsen des amerikanischen Kapitalismus und eine Dokumentation des unbeugsamen Lebenswillens der Menschen.“
Filmzentrale.com: „Trotz der Nüchternheit der Darstellung ist Früchte des Zorns auch ein sentimentaler Film, ein Streifen, dessen Inhalt berührt, was nicht zuletzt auf der grandiosen Darstellung durch Fonda und Jane Darwell beruht, die für ihre Rolle zu Recht einen Oscar bekam. Gerade im Verhältnis zwischen Tom und seiner Mutter kommt der schier ungebrochene Lebensmut und Wille von Menschen zum Ausdruck, sich durch nichts unterkriegen zu lassen und zusammenzuhalten – gleich einer Sisyphus-Arbeit. Auch wenn diese Mentalität auf typische amerikanische Weise vor allem als typisch amerikanisch dargestellt wird und Fondas spätere Rolle als tadelloser Amerikaner begründete, tut dies dem positiven Eindruck, den der Film hinterlässt, keinen Abbruch – denn die Darstellung lässt sich trotzdem insofern verallgemeinern, als sie auf ähnliche Situationen in anderen Ländern durchaus übertragbar erscheint.“

## Auszeichnungen
Oscars 1941:
- Oscar für John Ford in der Kategorie: Beste Regie
- Oscar für Jane Darwell in der Kategorie: Beste Nebendarstellerin
- Nominierung in der Kategorie: Bester Film
- Nominierung in der Kategorie: Bester Hauptdarsteller für Henry Fonda
- Nominierung in der Kategorie: Bester Schnitt für Robert L. Simpson
- Nominierung in der Kategorie: Bester Ton für Edmund H. Hansen
- Nominierung in der Kategorie: Bestes adaptiertes Drehbuch für Nunnally Johnson

Der Film wird als einer der ersten Filme 1989 ins National Film Registry aufgenommen.
1953 wurde der Film von der Evangelischen Filmgilde als Bester Film des Monats März empfohlen.

Auszeichnungen des renommierten American Film Institute:
- 1998: Platz 21 der 100 besten Filme aller Zeiten (2007: Rang 23)
- Die von Henry Fonda verkörperte Rolle des Tom Joad schaffte es auf Rang 12 der Top 50 Kinohelden aller Zeiten
- Platz 7 der 100 inspirierendsten Filme aller Zeiten

## Sonstiges
Der Ausdruck Grapes of Wrath (Früchte des Zorns) stammt aus der zweiten Zeile der Battle Hymn of the Republic.